# Cloquet
Cloquet es una ciudad ubicada en el condado de Carlton en el estado estadounidense de Minnesota. En el censo de 2010 tenía una población de 12124 habitantes y una densidad poblacional de 130,12 personas por km².

## Geografía
Cloquet se encuentra ubicada en las coordenadas 46°43′30″N 92°30′5″O / 46.72500, -92.50139. Según la Oficina del Censo de los Estados Unidos, Cloquet tiene una superficie total de 93,18 km², de la cual 91,17 km² corresponden a tierra firme y (2,15%) 2 km² es agua.

## Demografía
Según el censo de 2010, había 12124 personas residiendo en Cloquet. La densidad de población era de 130,12 hab./km². De los 12124 habitantes, Cloquet estaba compuesto por el 84,4% blancos, el 0,44% eran afroamericanos, el 10,76% eran amerindios, el 0,54% eran asiáticos, el 0,02% eran isleños del Pacífico, el 0,15% eran de otras razas y el 3,7% pertenecían a dos o más razas. Del total de la población el 1,34% eran hispanos o latinos de cualquier raza.

## Personajes ilustres
- Jessica Lange
- Luke Heine